# حقوق خانواده
حقوق خانواده به مجموعه قوانین و مقرراتی گفته می‌شود که ناظر به تنظیم روابط خانواده است. حقوق خانواده شامل سه بخش مهم است: ازدواج، طلاق و روابط والدین با فرزندان. مباحثی مانند مهریه زوجه و نفقه همسر در بحث ازدواج و مباحث جدایی و طلاق و فسخ نکاح در بخش دوم (طلاق) و مباحث مربوط به نَسَب،قرابت،نفقه اقارب،حضانت طفل و فرزندخواندگی در بخش سوم قرار دارد.
حقوق خانواده در وهله اول باید به بهبود کنشهای اجتماعی و تقویت ارزشهای اخلاقی در خانواده کمک کند. تعریف استانداردهای رفتاری توسط قانون‌گذار می‌تواند در این جهت کارآمد باشد. احترام قانون‌گذار به دو جنس مرد و زن، ایجاد تعادل در حقوق و تکالیف آنها و توجه به نیازهای متعارف و منطقی آنان از جمله اصولی است که نظام حقوقی باید از آن بهره‌گیرد. دخالت حداقلی در روابط بین والدین و فرزندان از دیگر اصولی است که حقوق خانواده باید از آن پیروی کند.
ادر این کتاب، نظام حقوق خانواده در ایران مورد بررسی قرار گرفته و گاهی نیز به صورت تطبیقی به نظامهای دیگر اشاره شده است. زن و مرد از طریق نکاح و ازدواج پایگاهی را به نام خانواده ایجاد می‌کنند که ستونهای این بنا زن و مرد هستند. فصل اول این کتاب به مباحث ازدواج و نکاح اختصاص دارد. مباحث نکاح در هفت گروه دسته بندی شده است. در گفتار اول مفهوم، انواع و مشخصات نکاح بررسی می‌شود. سپس مسائل مربوط به خواستگاری و نامزدی بیان می‌گردد. موانع نکاح شامل موانع ناشی از قرابت و غیر آن در گفتار سوم و شرایط انعقاد نکاح در گفتار چهارم بحث می‌شود. مهریه در گفتار پنجم، حقوق و تکالیف زوجین در گفتار ششم و نفقه در گفتار هفتم بیان می‌گردد.
وی اضافه کرده است: زناشویی ممکن است به دلایل متعددی زایل و به پایان برسد. فسخ یکی از طرق انحلال عقد است که به صورت محدود در نکاح نیز جریان پیدا می‌کند. عقد نکاح همچنین به بروز برخی از حوادث و وقایع ممکن است خود به خود منفسخ گردد. روش رایج برای پایان دادن به نکاح طلاق است که ممکن است با توافق زوجین، به تقاضای مرد یا به تقاضای زن انجام گیرد. موارد و مسائل  انحلال عقد نکاح در فصل دوم بررسی شده است.
فصل سوم به روابط والدین و فرزندان اختصاص پیدا کرده است. در این فصل روابط خانوادگی در پنج گروه مورد بررسی قرار گرفته است. گفتار اول بر نسب، ولایت و تابعیت تمرکز دارد و مباحث مربوط به نگهداری، حضانت و تربیت فرزندان در گفتار دوم بررسی شده است. نفقه اقارب اعم از فرزندان و پدر و مادر و مباحث مربوط به حقوق وظیفه و مستمری در گفتار سوم بیان می‌شود. در گفتار بعدی سرپرستی و فرزندخواندگی بررسی می‌گردد. در آخر، تغییر جنسیت، تلقیح مصنوعی و تنظیم خانواده مورد بحث قرار می‌گیرد.